# Angelo Mariani

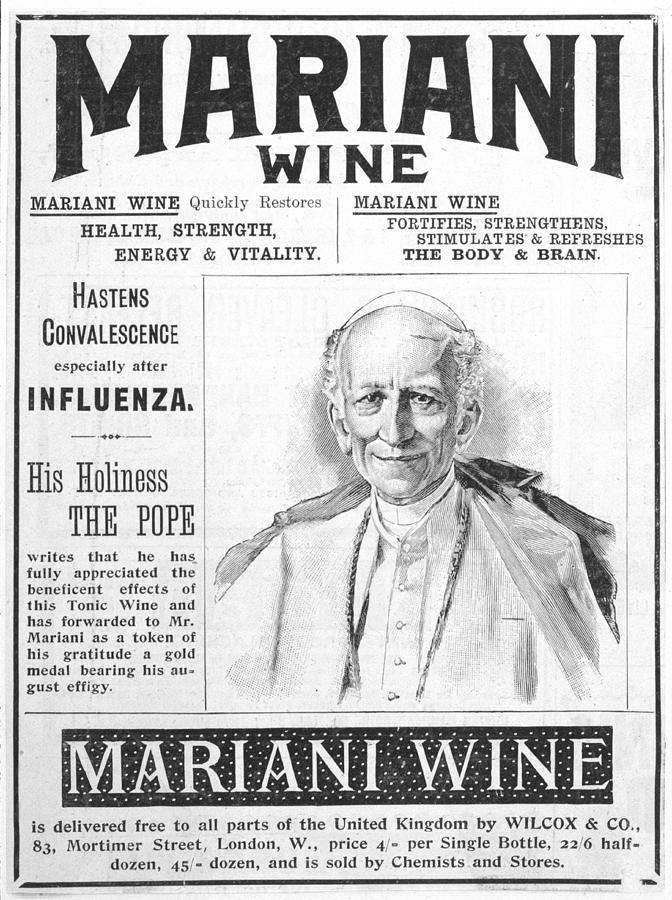
Publicidade do vinho Mariani.

Ange-François Mariani (nascido Angelo Mariani, em Pero-Casevecchie, Córsega, 17 de dezembro de 1838 – Paris, 1 de abril de 1914) foi um químico ítalo-francês, que desenvolveu em 1863 uma bebida tônica, realizada com vinho de Bordeaux e extrato de folhas de coca, comercializada na época com o nome de Vin Mariani, também foi muito conhecido pelos nomes em português Vinho Mariani, em espanhol Vino Mariani e inglês Mariani Wine.
A bebida gozou de um grande êxito, e Mariani elaborou também elixires, pastilhas e infusão com coca, cuja essência não pôde destilar-se até 1860. Sua venda foi proibida pouco antes da morte de Mariani, por volta do começo da Primeira Guerra Mundial, ao conhecer-se os efeitos do cloridrato de cocaína.
Mariani se encontra enterrado no Cemitério do Père-Lachaise, em Paris.